# Clovia obiana
Clovia obiana är en insektsart som beskrevs av Victor Lallemand 1940. Clovia obiana ingår i släktet Clovia och familjen spottstritar. Inga underarter finns listade i Catalogue of Life.